# Доротей Влатис
Вижте пояснителната страница за други личности с името Доротей.
Доротей (на гръцки: Δωρόθεος) е византийски православен духовник от ΧΙV век, солунски митрополит.

## Биография
Доротей Влатис (Βλατής) заедно с брат си Марк са ученици и последователи на Григорий Палама. Малко след средата на XIV век двамата основават манастира Влатадес в Солун. От 1371 до 1379 година Доротей заема митрополитския престол в Солун.